# Beat Boy
Beat Boy är en låt av det brittiska New romanticbandet Visage. Den släpptes som singel på Polygram Records i november 1984. Den skrevs av Steve Strange, Rusty Egan, Steve Barnacle, Dave Formula och Andy Barnett. Den kom inte in på englandslistan.
Titelspåret finns med på Visage's album Beat Boy.

## Låtlista
7" vinyl:
1. Beat Boy (Single edit) - 3:30
2. Beat Boy (Dance dub) - 3:48

## Medverkande
- Steve Strange (sång)
- Rusty Egan (trummor, elektrisk trumprogrammering)
- Steve Barnacle (bas)
- Dave Formula (synthesizer)
- Andy Barnett (gitarr)
- Marsha Raven (andrasång)
- Karen Ramsey (andrasång)
- Rose Patterson (andrasång)